# Роджерс, Майк (политик)
Майкл Деннис Роджерс (англ. Michael Dennis Rogers, род. 16 июля 1958, Хаммонд, Индиана) — американский политик, представляющий Республиканскую партию. Член Палаты представителей США от третьего избирательного округа Алабамы с 3 января 2003 года.

## Биография
Член комиссии округа Калхун (1987—1990). В 1994 году был избран в Палату представителей Алабамы, переизбирался в 1998 году. Во время второго срока Роджерс стал лидером республиканского меньшинства в нижней палате заксобрания штата.
В 2002 году конгрессмен от третьего округа Алабамы Роберт Райли баллотировался и был избран на пост губернатора. Роджерс стал кандидатом от республиканцев по этому округу, его соперником был бывший председатель отделения Демократической партии в штате Джо Тёрнэм. Кандидатуру Роджерса во время визита в Алабаму поддержал действующий президент Джордж Буш — младший. На выборах, состоявшихся 5 ноября, он одержал победу, набрав 50,3 % голосов избирателей.
Заместитель председателя (англ. ranking memeber) комитета Палаты представителей по внутренней безопасности (2019—2021) и по вооружённым силам (с 2021).